# ल़
Cette page contient des caractères spéciaux ou non latins. S’ils s’affichent mal (▯, ?, etc.), consultez la page d’aide Unicode.
घ़, appelé la noukta, est une consonne de l’alphasyllabaire devanagari utilisé dans l’écriture du magar. Elle est formée d’un la ‹ ल › et d’un point souscrit.

## Utilisation
En magar, le la noukta est utilisé pour transcrire une consonne spirante latérale alvéolaire voisée aspirée /lʱ/.

## Représentations informatiques
- décomposé

| formes | représentations | chaînes de caractères | points de code       | descriptions                                                               |
| ------ | --------------- | --------------------- | -------------------- | -------------------------------------------------------------------------- |
| pleine | ल़               | ल◌़                    | U+0932 U+093C        | lettre devanagari la, symbole devanagari noukta                            |
| morte  | ल़्               | ल◌़◌्                   | U+0918 U+093C U+094D | lettre devanagari la, symbole devanagari noukta, symbole devanagari virama |